# I liga polska w piłce nożnej (1958)
I liga w piłce nożnej 1958 – 24. edycja najwyższych w hierarchii rozgrywek ligowych polskiej klubowej piłki nożnej.
Tytułu bronił Górnik Zabrze. Mistrzostwo zdobył ŁKS Łódź.
| Poziomy rozgrywkowe w sezonie 1957 | Poziomy rozgrywkowe w sezonie 1957 | Poziomy rozgrywkowe w sezonie 1957 |
| Rozgrywki                          | P                                  | Nazwa                              |
| ---------------------------------- | ---------------------------------- | ---------------------------------- |
| Centralne                          | I                                  | I Liga                             |
| Centralne                          | II                                 | II Liga                            |
| Makroregionalne                    | III                                | III Liga (16 grup)                 |
| Okręgowe (18 okręgów)              | IV                                 | A klasa                            |
| Okręgowe (18 okręgów)              | V                                  | B klasa                            |
| Okręgowe (18 okręgów)              | VI                                 | C klasa                            |

## Tabela
| Msc. | Nazwa klubu           | M  | Zw.-Rem.-Por. | Pkt. | Bramki |
| 1    | ŁKS Łódź              | 22 | 13-6-3        | 32   | 61:24  |
| 2    | Polonia Bytom         | 22 | 12-7-3        | 31   | 49:21  |
| 3    | Górnik Zabrze         | 22 | 10-7-5        | 27   | 57:31  |
| 4    | Ruch Chorzów          | 22 | 11-5-6        | 27   | 38:28  |
| 5    | Gwardia Warszawa      | 22 | 12-3-7        | 27   | 42:39  |
| 6    | Legia Warszawa        | 22 | 9-2-11        | 20   | 40:40  |
| 7    | Wisła Kraków          | 22 | 8-4-10        | 20   | 39:50  |
| 8    | Lechia Gdańsk         | 22 | 8-3-11        | 19   | 33:44  |
| 9    | Polonia Bydgoszcz (b) | 22 | 7-5-10        | 19   | 31:58  |
| 10   | Cracovia (b)          | 22 | 8-2-12        | 18   | 37:46  |
| 11   | Budowlani Opole       | 22 | 7-4-11        | 18   | 23:36  |
| 12   | Stal Sosnowiec        | 22 | 1-4-17        | 6    | 22:55  |

Legenda:
|     | Mistrz Polski     |
|     | Spadek do II ligi |
| (b) | Beniaminek        |

Zmiana nazwy:
11) Budowlani Opole powrócili do nazwy “ Odra„ (po sezonie?).

## Najlepsi Strzelcy
| Gole | Strzelcy           | Drużyny           |
| ---- | ------------------ | ----------------- |
| 19   | Władysław Soporek  | ŁKS Łódź          |
| 18   | Marian Norkowski   | Polonia Bydgoszcz |
| 17   | Stanisław Adamczyk | Wisła Kraków      |

Wg 

## Klasyfikacja medalowa mistrzostw Polski po sezonie
Tabela obejmuje wyłącznie zespoły mistrzowskie.
|     | Klub             |   |   |   |
| --- | ---------------- | - | - | - |
| 1.  | Ruch Chorzów     | 8 | 2 | 4 |
| 2.  | Cracovia         | 5 | 2 | 2 |
| 3.  | Wisła Kraków     | 4 | 7 | 6 |
| 4.  | Pogoń Lwów       | 4 | 3 | 0 |
| 5.  | Warta Poznań     | 2 | 5 | 7 |
| 6.  | Legia Warszawa   | 2 | 0 | 3 |
| 7.  | Polonia Warszawa | 1 | 2 | 2 |
| 8.  | Polonia Bytom    | 1 | 2 | 0 |
| 9.  | ŁKS Łódź         | 1 | 1 | 2 |
| 10. | Garbarnia Kraków | 1 | 1 | 0 |
| 11. | Górnik Zabrze    | 1 | 0 | 1 |